# Loggia dei Mercanti (Gênes)
Pour les articles homonymes, voir Loggia dei Mercanti.
La loggia dei mercanti ou loggia dei banchi (en français : la loge des marchands ou loge des banques) est un édifice qui était destiné à la finance et au commerce international. 
Elle est située non loin de l'église San Pietro in Banchi sur la piazza Banchi et proche des portiques de Sottoripa dans le sestiere du Molo, de la commune de Gênes.
Elle est construite entre 1589 et 1595 pour répondre à la florissante économie de sa république. Jusqu'alors, les volumes échangés se négociaient principalement sous les portiques de Sottoripa.

## L'édifice

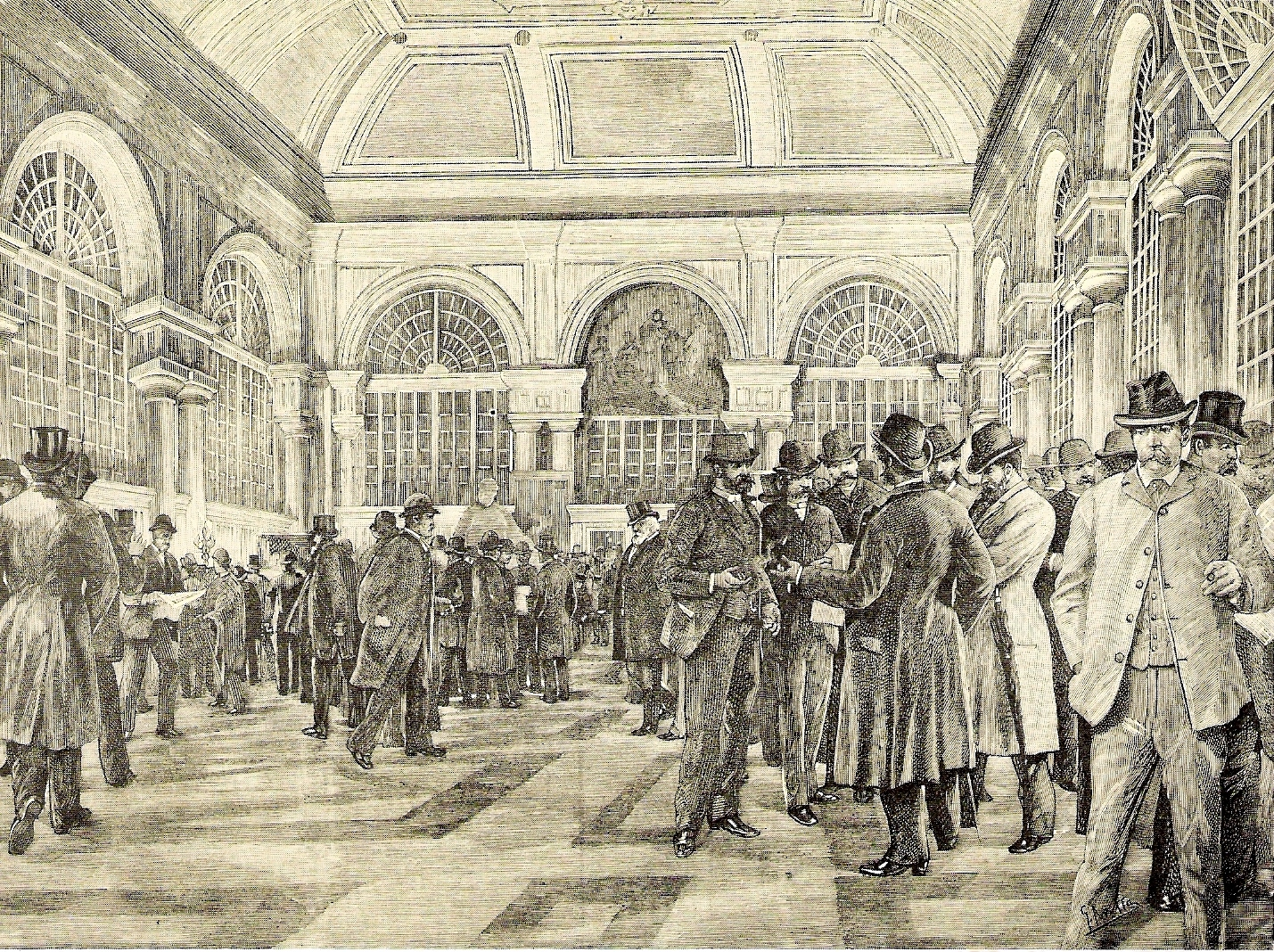
Vue de l'intérieur au XIXe siècle.

Son architecte est Andrea Ceresola, dit il Vannone, et Giovanni Donzello. Le projet prévoyait  aussi la restructuration de la place des Banchi, siège, entre autres, de l'église San Pietro in Banchi. La loggia était composée d'un unique local à plan rectangulaire avec des ouvertures à arcades délimitées de colonnes jumelées. À l'extérieur, la façade présente des sculptures de mascarons placées aux centres d'arcs surmontés de bas-reliefs aux motifs ornementaux (casques, blasons, trophées guerriers). La loggia est ensuite cédée à la Chambre de commerce en 1839, puis restaurée et fermée par des arcades vitrées, selon un dessin de Giovanni Battista Resasco.
Dès 1855, elle accueille la  Borsa Valori (Bourse des valeurs) – la première en Italie – transférée en 1922, piazza De Ferrari.
Elle est endommagée par un incendie, à la suite d'un bombardement aérien en 1942. Une fresque datée de la fin du XVIe siècle du peintre Pietro Sorri - représentant une Vierge à l'Enfant et les saints Jean le Baptiste et Georges. - est encore visible dans l'arcade du fond de l'entrée principale. En 1950, après les restaurations, et la construction d'une couverture avec une armature métallique, la loggia est rouverte, et destinée à des activités culturelles.